# Le Mans Sarthe Basket
O Le Mans Sarthe Basket é um clube profissional de basquetebol sediado na cidade de Le Mans, França que atualmente disputa a Liga Francesa e a Liga dos Campeões da FIBA. Foi fundado em 1939 e manda seus jogos na Arena Antarès que possui capacidade de 6.003 espectadores.

## Títulos
- 5x  Ligas francesas:1978, 1979, 1982, 2006, 2018
- 3x  Copas da França:  1964, 2004, 2009